# John Densmore
 John Densmore  (Santa Mónica California, 1 de diciembre de 1944) es un baterista y compositor estadounidense, que fue parte del grupo de rock The Doors de 1965 a 1973, participando en todos sus discos. Su estilo está inspirado en el jazz y el Rock and roll.
Densmore también es conocido por su veto a los intentos de los otros dos miembros de la banda, Robbie Krieger y Ray Manzarek,  posteriormente a la muerte de Jim Morrison, para aceptar ofertas de licencia a los derechos de las canciones de la banda para usos comerciales, así como también, su objeción en el uso del nombre y el logo de The Doors en el siglo 21; teniendo largos juicios para lograr el cumplimiento de dicho veto, basado en un resquicio contractual, de los años 60, que sostenía que el uso del nombre y el logo de la banda debía contar con una apropiación unánime de todos los miembros de la banda. Densmore acabó ganando esos juicios.
También ha trabajado en artes escénicas como bailarín y actor, además de escribir una obra de teatro y dos libros acerca de The Doors, además de otro llamado The Seekers (2020), acerca de una antología de personas conocidas con quienes se ha encontrado o trabajado.
Entre los muchos galardones que ha ganado junto con los otros miembros de The Doors, incluye un Grammy por su carrera artística, ser miembro del Salón de la Fama del Rock y una estrella en el Paseo de la Fama de Hollywood.

## Primeros años
Nació en Los Ángeles, el 1 de diciembre de 1944, en una familia católica. Creció tocando el piano, y tocando la percusión en la banda de marcha de su escuela. También tocó el timbal en la orquesta.
Densmore asistió al Santa Monica College y a la Universidad Estatal de California, Northridge; luego estudió música étnica, junto con el chelista Fred Katz.
Dentro de sus influencias podemos mencionar a Elvin Jones (baterista de John Coltrane), su ídolo, y Art Blakey.

## The Doors

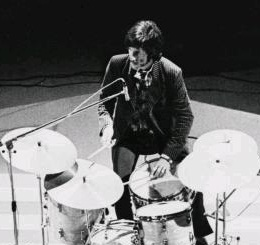
Densmore en un concierto en 1968

A mediados de los años 60, Densmore se unió al guitarrista Robby Krieger en una banda llamada The Psychedelic Rangers. Poco tiempo después se unió a los ensayos del tecladista Ray Manzarek, de los dos hermanos de este último y de Jim Morrison en la banda Rick & the Ravens. Luego de la partida de los hermanos de Manzarek, Densmore recomendó que Krieger se integrase. De esta manera se conformó The Doors, en 1965.

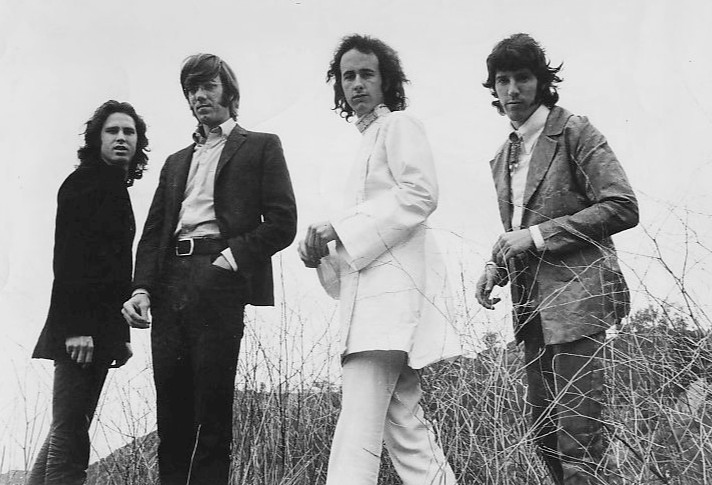
Foto publicitaria de The Doors, Densmore a la derecha

## Después de The Doors
John Densmore dejó el rock en los años '80. Se dedicó al dance, integró la Bess Snyder and Co., la cual realizó giras por los Estados Unidos durante dos años. Densmore dominó varios ritmos lo que le hizo destacar dentro del mundo de la batería. Este dominio de estilos, se puede notar en canciones como: "The End", "People Are Strange", "Love me two times", "Love Street", "Riders on the storm", etc.
Coprodujo la pieza Rounds, que ganó el premio de teatro de la NAACP en 1987. 
En 1988 actuó en Band Dreams y en Bebop. Escribió y realizó una pieza unipersonal para una historia corta, "The King of Jazz", en el teatro Wallenboyd en 1989. 
En 1992, coprodujo Be Bop A Lula con Adam Ant. En 1998, entra en el Salón de la Fama del Rock. En 2007, lanza su debut como solista, llamado Tribaljazz.